# Питер Тимерс
Питер Тимерс (хол. Pieter Timmers; Нерпелт, 21. јануар 1988) некадашњи је белгијски пливач чија специјалност су биле трке слободним стилом на 100 и 200 метара. Вишеструки је белгијски олимпијац и освајач сребрне олимпијске медаље у пливању на ЛОИ 2016. у Рио де Жанеиру. Током каријере је у седам наварата освајао титуле националног првака, те девет пута обарао националне рекорде у тркама на 50, 100 и 200 метара слободно у великим и малим базенима. У новембру 2020. је званично окончао пливачку каријеру.

## Каријера
Тимерс је пливачку каријеру започео у Белгији, у клубу De Beringse Tuimelaars али је убрзо (2009. године) прешао у један од најпознатијих пливачких клубова у Холандији Eiffel Zwemclub PSV из Ајндховена. Током 18 месеци, колико је тренирао у Ајндховену, Тимерс је успео да поправи свој лични рекорд на 100 слободно са 52,30 секунди на 49,76 секунди. У истом том периоду каријере, као 22-огодишњак дебитовао је на међународним турнирима, а на Европском првенству у малим базенима 2010. био је 18. у трци на 100 и 22. у трци на 200 метара слободно. Годину дана касније по први пут је наступио и на сениорском светском првенству, а најбољи пласман у Шангају 2011. било му је 13. место у трци штафета на 4×200 слободно. По окончању тог првенства враћа се у Белгију и прелази у пливачки клуб BRABO из Антверпена.
Значајан преокрет у његовој каријери догодио се током 2012. године када је почео да осваја своје прве медаље на великим такмичењима. Исте године дебитовао је Олимпијским играма у Лондону где је као члан штафете 4×100 слободно заузео 8. место у финалу, а наступио је још и у штафети 4×200 слободно која је у квалификацијама заузела 12. место. Након Олимпијских игара учестовао је и на Европсом првенству у малим базенима у Шартру на ком је освојио сребро у трци на 200 слободно, те бронзу у штафети 4×50 слободно. 
Иако му је у октобру 2013. дијагностикован пнеумоторакс Тимерс је одлучио да наступи на европском првенству у малим базенима два месеца касније и на том првенству је освојио нову бронзану медаљу у штафетној трци 4×50 слободно. Да би смањио опасност од повратка пнеумоторакса у фебруару 2014. подвргао се лакшој хируршкој интевренвцији на плућима. 
Први велики резултат на светској сцени направио је на светском првенству у Казању 2015. где се пласирао у финале трке на 100 слободно у којој је заузео укупно 7. место у финалу са временом од 48,31 секунди. Као члан штафете 4×200 слободно заузео је 6. место у финале. 
Највећи успех у каријери постигао је на ЛОИ 2016. у Рију где је освојио сребрну медаљу у трци на 100 метара слободним стилом. У квалификацијама Тимерс је испливао време од 48,46 секунди и заузео 9. место, потом је био 6. у полуфиналу (48,14 с) и на крају у финалу је пливао 47,80 секунди чиме је поправио и свој ични рекорд и национални рекорд Белгије. 
У јулу 2018. му је дијагностофокован блажи облик менингитиса због чега је пропустио значај део пливачке сезоне те године. 
Наступио је и на Светском првенству у корејском Квангџуу 2019 (полуфинале у трци на 100 слободно), а потом и на Европском првенству у малим базенима у Глазгову, где му је најбољи резултат било седмо место освојено у финалу трке на 50 слободно. 